# Татарско-Шуганское сельское поселение
Татарско-Шуганское сельское поселение — сельское поселение в Азнакаевском районе Татарстана. 
Административный центр — село Татарский Шуган.
В состав поселения входит 1 населённый пункт.

## Административное деление
- c. Татарский Шуган